# Груповий етап Ліги чемпіонів КАФ 2016
Матчі групового етапу Ліги чемпіонів КАФ 2016 проходили з 18 червня по 24 серпня 2016 року. Усього брали участь 8 команд з 7 футбольних асоціацій. Команди були поділені на 2 групи по 4 команди в кожній.

## Жеребкування
Аль-Аглі (К)

 Замалек
Жеребкування групового етапу відбулося 24 травня 2016 о 14:30 EET (UTC+2) у Каїрі (Єгипет). Усі команди були поділені на дві групи по чотири команди.
Вісім команд-переможців другого раунду відповідно до 5-річного рейтингу КАФ були розбиті на 4 кошика. З кожного кошика в групу потрапляла одна команда, якій призначалася випадкова позиція.
| Кошик   | Кошик 1                                       | Кошик 2                              | Кошик 3                                    | Кошик 4                             |
| ------- | --------------------------------------------- | ------------------------------------ | ------------------------------------------ | ----------------------------------- |
| Команди | - Аль-Аглі (К) (53 очка) - ЕС Сетіф (33 очка) | - Замалек (22 очка) - Відад (6 очок) | - АСЕК Мімозас (5 очок) - Еньїмба (3 очка) | - Мамелоді Сандаунз - ЗЕСКО Юнайтед |

## Формат
На груповому етапі учасники розподілені на 2 групи по 4 команди в кожній. Матчі грають у два круги: дома та в гостях. Дві найкращі команди з кожної групи переходять до стадії плей-офу (півфіналу).
Команди за перемогу отримують 3 очка, за нічию — 1 очко, за поразку — 0 очок.
Якщо остаточному рахунку неможливо визначити найкращі команди за кількість очок, то застосовуються такі правила:
1. Кількість очок, отриманих у матчах між відповідними командами;
2. Різниця м'ячів у матчах між відповідними командами;
3. Голи, забиті в матчах між відповідними командами;
4. Голи, забиті на чужому полі в матчах між відповідними командами;
5. Якщо, після застосування критеріїв 1-4 для відповідних команд, дві команди мають однакову кількість очок, то критерії від 1 до 4 повторно застосовуються виключно до матчів між двома зазначеними командами, щоб визначити їх остаточний рейтинг. Якщо і ця процедура не визначить остаточні позиції команд, то застосовуються критерії 6-9;
6. Різниця голів у всіх матчах;
7. Голи забиті у всіх матчах;
8. Голи, забиті на чужому полі у всіх матчах;
9. Проведення жеребкування.

## Календар
| Тур   | Дата              | Матч                                         |
| ----- | ----------------- | -------------------------------------------- |
| Тур 1 | 17–19 червня 2016 | Команда 1 — Команда 2, Команда 3 — Команда 4 |
| Тур 2 | 28–29 червня 2016 | Команда 2 — Команда 3, Команда 4 — Команда 1 |
| Тур 3 | 15–17 липня 2016  | Команда 1 — Команда 3, Команда 2 — Команда 4 |
| Тур 4 | 26–27 липня 2016  | Команда 3 — Команда 1, Команда 4 — Команда 2 |
| Тур 5 | 12–14 серпня 2016 | Команда 2 — Команда 1, Команда 4 — Команда 3 |
| Тур 6 | 23–24 серпня 2016 | Команда 3 — Команда 2, Команда 1 — Команда 4 |

## Групи

### Група A
| Поз | Команда         | І | В | Н | П | ГЗ | ГП | РГ | О  | Кваліфікація |     | ВІД | ЗЕС | АГЛ | MIM |
| --- | --------------- | - | - | - | - | -- | -- | -- | -- | ------------ | --- | --- | --- | --- | --- |
| 1   | Відад           | 6 | 3 | 2 | 1 | 6  | 3  | +3 | 11 | Плей-оф      |     | —   | 2–0 | 0–1 | 2–1 |
| 2   | ЗЕСКО Юнайтед   | 6 | 2 | 3 | 1 | 10 | 9  | +1 | 9  | Плей-оф      |     | 1–1 | —   | 3–2 | 3–1 |
| 3   | Аль-Аглі (Каїр) | 6 | 1 | 3 | 2 | 6  | 7  | −1 | 6  |              |     | 0–0 | 2–2 | —   | 1–2 |
| 4   | АСЕК Мімозас    | 6 | 1 | 2 | 3 | 5  | 8  | −3 | 5  |              | 0–1 | 1–1 | 0–0 | —   |     |

| 18 червня 2016 15:30 (UTC+2) |

| ЗЕСКО Юнайтед              | 3–2      | Аль-Аглі (Каїр) |
| -------------------------- | -------- | --------------- |
| Чинганду 27' Чама 49', 55' | Протокол | Антві 30', 68'  |

| Стадіон ім. Леві Мванаваса, Ндола Арбітр: Девіс Омвено (Кенія) |

| 18 червня 2016 15:30 (UTC±0) |

| АСЕК Мімозас | 0–1      | Відад     |
| ------------ | -------- | --------- |
|              | Протокол | Саїді 38' |

| Стадіон ім. Робера Шампру, Абіджан Арбітр: Бакарі Гассама (Гамбія) |

| 28 червня 2016 22:00 (UTC+2) |

| Аль-Аглі (Каїр) | 1–2      | АСЕК Мімозас         |
| --------------- | -------- | -------------------- |
| Хегазі 53'      | Протокол | Закрі 29' Ніамке 80' |

| «Борд Аль-Араб», Александрія Арбітр: Ель-Фаділ Мохамед (Судан) |

| 29 червня 2016 22:00 (UTC±0) |

| Відад                        | 2–0      | ЗЕСКО Юнайтед |
| ---------------------------- | -------- | ------------- |
| Ель-Карті 12' Овіно 50' (аг) | Протокол |               |

| Стадіон ім. принца Мулай Абдаллаха, Рабат Арбітр: Бамлак Тессема Веєса (Ефіопія) |

| 16 липня 2016 15:00 (UTC+2) |

| ЗЕСКО Юнайтед                      | 3–1      | АСЕК Мімозас |
| ---------------------------------- | -------- | ------------ |
| Мванза 32' Чинганду 36' Мбомбо 78' | Протокол | Дао 76'      |

| Стадіон ім. Леві Мванаваса, Ндола Арбітр: Жусте Ефрем Зіо (Буркіна-Фасо) |

| 16 липня 2016 19:30 (UTC+2) |

| Аль-Аглі (Каїр) | 0–0      | Відад |
| --------------- | -------- | ----- |
|                 | Протокол |       |

| «Борд Аль-Араб», Александрія Арбітр: Юсеф Ессрейрі (Туніс) |

| 27 липня 2016 15:30 (UTC±0) |

| АСЕК Мімозас | 1–1      | ЗЕСКО Юнайтед |
| ------------ | -------- | ------------- |
| Коне 75'     | Протокол | Мванза 80'    |

| Стадіон ім. Робера Шампру, Абіджан Арбітр: Бернар Каміль (Сейшели) |

| 27 липня 2016 19:30 (UTC+1) |

| Відад | 0–1      | Аль-Аглі (Каїр) |
| ----- | -------- | --------------- |
|       | Протокол | Рабія 46'       |

| Стадіон ім. принца Мулай Абдаллаха, Рабат Арбітр: Мехді Абід Шаріф (Алжир) |

| 12 серпня 2016 21:30 (UTC+2) |

| Аль-Аглі (Каїр)      | 2–2      | ЗЕСКО Юнайтед |
| -------------------- | -------- | ------------- |
| Рабія 31' Мотеаб 85' | Протокол | Вері 6', 35'  |

| «Суец», Суец Арбітр: Сіді Альюм (Камерун) |

| 14 серпня 2016 21:00 (UTC+1) |

| Відад                 | 2–1      | АСЕК Мімозас |
| --------------------- | -------- | ------------ |
| Хадруф 59' Ондама 89' | Протокол | Закрі 68'    |

| Стадіон ім. принца Мулай Абдаллаха, Рабат Арбітр: Хамада Нампіандраза (Мадагаскар) |

| 24 серпня 2016 14:30 (UTC±0) |

| АСЕК Мімозас | 0–0      | Аль-Аглі (Каїр) |
| ------------ | -------- | --------------- |
|              | Протокол |                 |

| Стадіон ім. Робера Шампру, Абіджан Арбітр: Даніель Беннетт (ПАР) |

| 24 серпня 2016 16:30 (UTC+2) |

| ЗЕСКО Юнайтед | 1–1      | Відад        |
| ------------- | -------- | ------------ |
| Овіно 16'     | Протокол | Чікатара 55' |

| Стадіон ім. Леві Мванаваса, Ндола Арбітр: Джошуа Бондо (Ботсвана) |

### Група B
| Поз | Команда           | І | В | Н | П | ГЗ | ГП | РГ | О | Кваліфікація    |  | МАМ | ЗАМ | ЕНЬ | СЕТ |
| --- | ----------------- | - | - | - | - | -- | -- | -- | - | --------------- |  | --- | --- | --- | --- |
| 1   | Мамелоді Сандаунз | 4 | 3 | 0 | 1 | 6  | 5  | +1 | 9 | Плей-оф         |  | —   | 1–0 | 2–1 | —   |
| 2   | Замалек           | 4 | 2 | 0 | 2 | 3  | 3  | 0  | 6 | Плей-оф         |  | 1–2 | —   | 1–0 | —   |
| 3   | Еньїмба           | 4 | 1 | 0 | 3 | 4  | 5  | −1 | 3 |                 |  | 3–1 | 0–1 | —   | —   |
| 4   | ЕС Сетіф          | 0 | 0 | 0 | 0 | 0  | 0  | 0  | 0 | Дискваліфікація |  | 0–2 | —   | —   | —   |

1. ↑  ЕС Сетіф дискваліфікований за безлади під час домашнього матчу проти Мамелоді Сандаунз, результат матчу за 18 червня 2016 був анульований.[7]

| 18 червня 2016 22:15 (UTC+1) |

| ЕС Сетіф | Анульований (0–2) | Мамелоді Сандаунз       |
| -------- | ----------------- | ----------------------- |
|          | Протокол          | Мабунда 33' Білліат 63' |

| «8 травня 1945», Сетіф Арбітр: Махамаду Кейта (Малі) |

| 19 червня 2016 16:00 (UTC+1) |

| Еньїмба | 0–1      | Замалек  |
| ------- | -------- | -------- |
|         | Протокол | Морсі 8' |

| Стадіон ім. Адокіє Амісімака, Порт-Гаркорт Арбітр: Алі Лемґайфрі (Мавританія) |

| 29 червня 2016 19:00 (UTC+2) |

| Мамелоді Сандаунз      | 2–1      | Еньїмба  |
| ---------------------- | -------- | -------- |
| Кастро 42' Арендзе 78' | Протокол | Оджо 59' |

| Стадіон шедеврів Лукаса Моріпе, Преторія Арбітр: Тьєррі Нкурунзіза (Бурунді) |

| 29 червня 2016 22:00 (UTC+2) |

| Замалек | +:-      | ЕС Сетіф |
| ------- | -------- | -------- |
|         | Протокол |          |

| «Петроспорт», Каїр Арбітр: Сіді Альюм (Камерун) |

| 17 липня 2016 16:00 (UTC+1) |

| Еньїмба | +:-      | ЕС Сетіф |
| ------- | -------- | -------- |
|         | Протокол |          |

| Стадіон ім. Адокіє Амісімака, Порт-Гаркорт |

| 17 липня 2016 21:00 (UTC+2) |

| Замалек     | 1–2      | Мамелоді Сандаунз       |
| ----------- | -------- | ----------------------- |
| Ібрагім 36' | Протокол | Мабунда 17' Білліат 66' |

| «Петроспорт», Каїр Арбітр: Хамада Нампіандраза (Мадагаскар) |

| 26 липня 2016 20:45 (UTC+1) |

| ЕС Сетіф | -:+      | Еньїмба |
| -------- | -------- | ------- |
|          | Протокол |         |

| «8 травня 1945», Сетіф |

| 27 липня 2016 19:30 (UTC+2) |

| Мамелоді Сандаунз | 1–0      | Замалек |
| ----------------- | -------- | ------- |
| Габр 79' (аг)     | Протокол |         |

| Стадіон шедеврів Лукаса Моріпе, Преторія Арбітр: Бакарі Гассама (Гамбія) |

| 13 серпня 2016 19:00 (UTC+2) |

| Мамелоді Сандаунз | +:-      | ЕС Сетіф |
| ----------------- | -------- | -------- |
|                   | Протокол |          |

| Стадіон шедеврів Лукаса Моріпе, Преторія |

| 15 серпня 2016 20:30 (UTC+2) |

| Замалек          | 1–0      | Еньїмба |
| ---------------- | -------- | ------- |
| Морсі 63' (пен.) | Протокол |         |

| «Петроспорт», Каїр Арбітр: Денис Дембеле (Кот д'Івуар) |

| 23 серпня 2016 |

| ЕС Сетіф | -:+      | Замалек |
| -------- | -------- | ------- |
|          | Протокол |         |

| «8 травня 1945», Сетіф |

| 23 серпня 2016 16:30 (UTC+1) |

| Еньїмба                     | 3–1      | Мамелоді Сандаунз |
| --------------------------- | -------- | ----------------- |
| Уче 24' Удо 45', 49' (пен.) | Протокол | Тау 33'           |

| Стадіон ім. Адокіє Амісімака, Порт-Гаркорт Арбітр: Жусте Ефрем Зіо (Буркіна-Фасо) |